# Şehzade

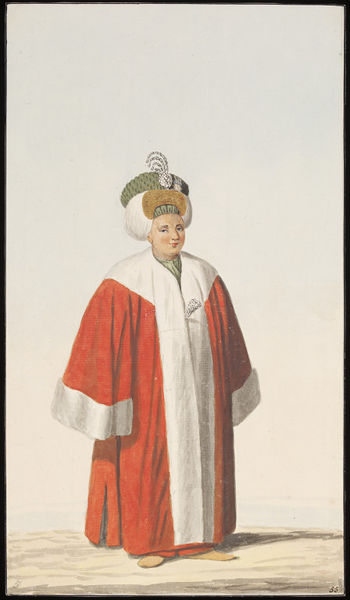
Ein Şehzade in Zeremonialtracht, um 1809

Şehzade oder (eingedeutscht) Schehsade (osmanisch-persisch شهزاده Schehzāde, DMG Šehzāde, aus pers. šah, „Herrscher“, und zāde, „Kind/Sohn“) war der Titel aller Prinzen des Osmanischen Reiches. Man nimmt an, dass der Titel von Mehmed I. für seine Söhne eingeführt wurde; etwa zeitgleich mit dem Titel des Padischah. Später durften sich auch alle Söhne der Şehzade so nennen. Die Lehrer der Şehzade wurden Lālā genannt.
In Istanbul steht die als „Prinzenmoschee“ bekannte Şehzade-Moschee (Şehzade Camii), die Sultan Süleyman I. zur Erinnerung an seinen früh verstorbenen Lieblingssohn, den Prinzen Mehmet, erbauen ließ.